# Cicero Moraes
Cicero Moraes (n. 13 noiembrie 1982, Chapecó, Santa Catarina, Brazilia) este un designer 3D brazilian, specializat în reconstrucția facială criminalistică și în proiectarea și modelarea protezelor umane și veterinare.
A fost responsabil pentru reconstruirea fețelor a nenumărate figuri religioase și istorice, precum Sfântul Anton, Sfântul Valentin, Eva din Naharon, Bărbatul din Lagoa Santa  și Lordul din Sipan.
În domeniul veterinar, a proiectat și modelat digital proteze pentru diferite animale, inclusiv un câine, o gâscă, un tucan, un papagal macaw și o broască țestoasă.